# Diuris purdiei
Diuris purdiei là một loài thực vật có hoa trong họ Lan. Loài này được Diels mô tả khoa học đầu tiên năm 1899.